# Peter Burke (homme politique)
Pour les articles homonymes, voir Peter Burke et Burke.
Peter Burke, né le 22 octobre 1982 à Mullingar, est un homme politique irlandais. Il est élu le 26 février 2016, Teachta Dála dans la circonscription de Longford-Westmeath. Il siège au Dáil Éireann où il est membre de la Commission des comptes publics.